# Pak slaag
Een pak slaag, of kortweg slaag, is een 'pak' (versta: portie, hoeveelheid) pijnlijke slagen die worden toegediend aan een slachtoffer bij wijze van lijfstraf.

## Typen
Indien de slagen op het achterwerk worden gericht zijn specifieke termen zoals billenkoek, pak voor de broek of pak voor de billen eerder gangbaar. Andere termen verwijzen vaak naar het strafwerktuig, bijvoorbeeld 'van de zweep' of 'stokslagen'.
Een pak slaag kan in meerdere houdingen worden toegediend, zoals liggend (bijvoorbeeld op bed), staand, 'over de knie' (vaak eigenlijk over de schoot; vaak gebruikt voor kinderen), liggend over of leunend op een object (al dan niet vastgebonden), opgehangen (bijvoorbeeld aan de polsen) en in de luierhouding. In de laatstgenoemde houding wordt de gestrafte op de rug neergelegd en worden diens benen omhoog getild, waarna op de billen geslagen wordt.

## Artistieke titels
- Een pak slaag is de titel van een boek van Anton Koolhaas uit 1963, dat in 1979 werd verfilmd onder dezelfde titel.
- Bang voor een pak slaag is een tv-film uit 1971.